# Canoa/kayak ai Giochi della XXX Olimpiade - Slalom C2 maschile
La gara di slalom C2 per Londra 2012 si svolgerà al Lee Valley White Water Centre dal 30 luglio al 2 agosto 2012.

## Formato
La gara inizia con delle batterie/qualificazioni. Ogni coppia percorre il percorso due volte e il migliore dei due tempi determina la classifica e i 10 qualificati per le semifinali. Nella semifinale ogni coppia di canoisti deve eseguire il percorso una volta. I primi 6 acquisiscono il diritto ad accedere alla finale. La finale è composta da una sola discesa per squadra. La coppia con il miglior punteggio è la vincitrice.

## Programma
Tutti gli orari seguono il fuso orario inglese (UTC+1)
| Data                    | Ora   | Round          |
| ----------------------- | ----- | -------------- |
| Lunedì, 30 luglio, 2012 | 13:30 | Qualificazioni |
| Giovedì, 2 agosto, 2012 | 13:30 | Semifinali     |
| Giovedì, 2 agosto, 2012 | 15:18 | Finale         |

## Gara
| Pos. | Nome                                    | Turno preliminare | Turno preliminare | Turno preliminare | Turno preliminare | Semifinale      | Semifinale      | Finale          | Finale          |
| Pos. | Nome                                    | T. 1              | T. 2              | Migl.             | Pos.              | Tempo           | Pos.            | Tempo           | Pos.            |
| ---- | --------------------------------------- | ----------------- | ----------------- | ----------------- | ----------------- | --------------- | --------------- | --------------- | --------------- |
| 1    | Timothy Baillie & Etienne Stott         | 100.44            | 102.79            | 100.44            | 4                 | 110.78          | 6               | 106.41          | 1               |
| 2    | David Florence & Richard Hounslow       | 108.23            | 101.08            | 101.08            | 7                 | 108.93          | 1               | 106.77          | 2               |
| 3    | Pavol Hochschorner & Peter Hochschorner | 97.52             | 98.60             | 97.52             | 2                 | 109.04          | 2               | 108.28          | 3               |
| 4    | Gauthier Klauss & Matthieu Peche        | 96.98             | 151.03            | 96.98             | 1                 | 109.27          | 3               | 109.17          | 4               |
| 5    | Piotr Szczepański & Marcin Pochwała     | 105.58            | 101.00            | 101.00            | 5                 | 109.81          | 4               | 110.51          | 5               |
| 6    | Hu Minghai & Shu Junrong                | 103.36            | 99.05             | 99.05             | 3                 | 110.70          | 5               | 112.85          | 6               |
|      |                                         |                   |                   |                   |                   |                 |                 |                 |                 |
| 7    | Jaroslav Volf & Ondřej Štěpánek         | 104.00            | 150.87            | 104.00            | 8                 | 112.22          | 7               | Non qualificato | Non qualificato |
| 8    | Sašo Taljat & Luka Božič                | 102.82            | 101.08            | 101.08            | 6                 | 113.50          | 8               | Non qualificato | Non qualificato |
| 9    | Vavřinec Hradilek & Stanislav Ježek     | 106.91            | DNS               | 106.91            | 9                 | 115.50          | 9               | Non qualificato | Non qualificato |
| 10   | Kynan Maley & Robin Jeffery             | 113.96            | 107.47            | 107.47            | 10                | 162.14          | 10              | Non qualificato | Non qualificato |
|      |                                         |                   |                   |                   |                   |                 |                 |                 |                 |
| 11   | David Schröder & Frank Henze            | 107.50            | 107.79            | 107.50            | 11                | Non qualificato | Non qualificato | Non qualificato | Non qualificato |
| 12   | Eric Hurd & Jeff Larimer                | 112.91            | 109.78            | 109.78            | 12                | Non qualificato | Non qualificato | Non qualificato | Non qualificato |
| 13   | Niccolo Ferrari & Pietro Camporesi      | 120.64            | 111.55            | 111.55            | 13                | Non qualificato | Non qualificato | Non qualificato | Non qualificato |
| 14   | Michail Kuznecov & Dmitrij Larionov     | 112.36            | 155.59            | 112.36            | 14                | Non qualificato | Non qualificato | Non qualificato | Non qualificato |

## Galleria d'immagini

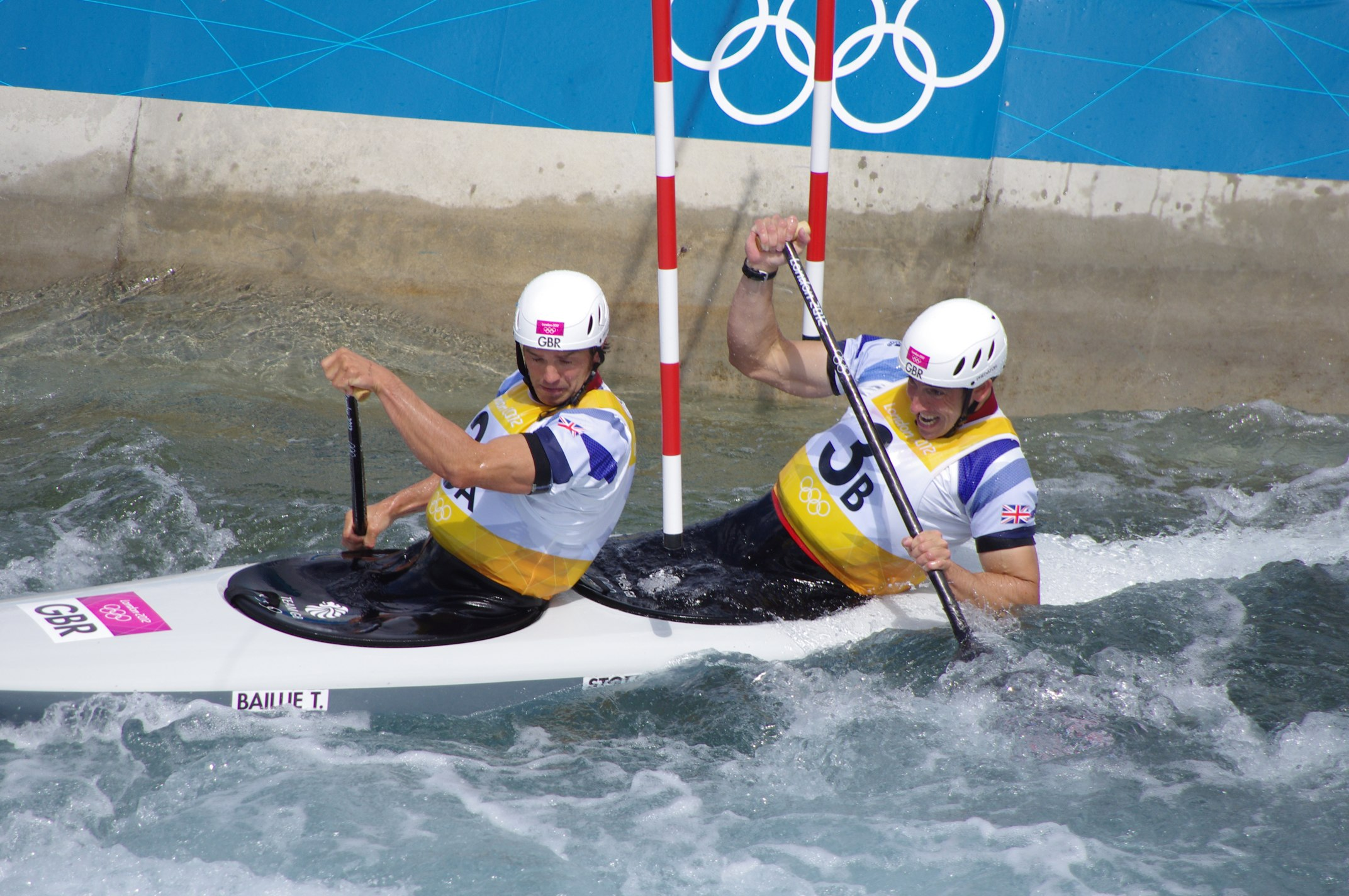
Timothy Baillie & Etienne Stott
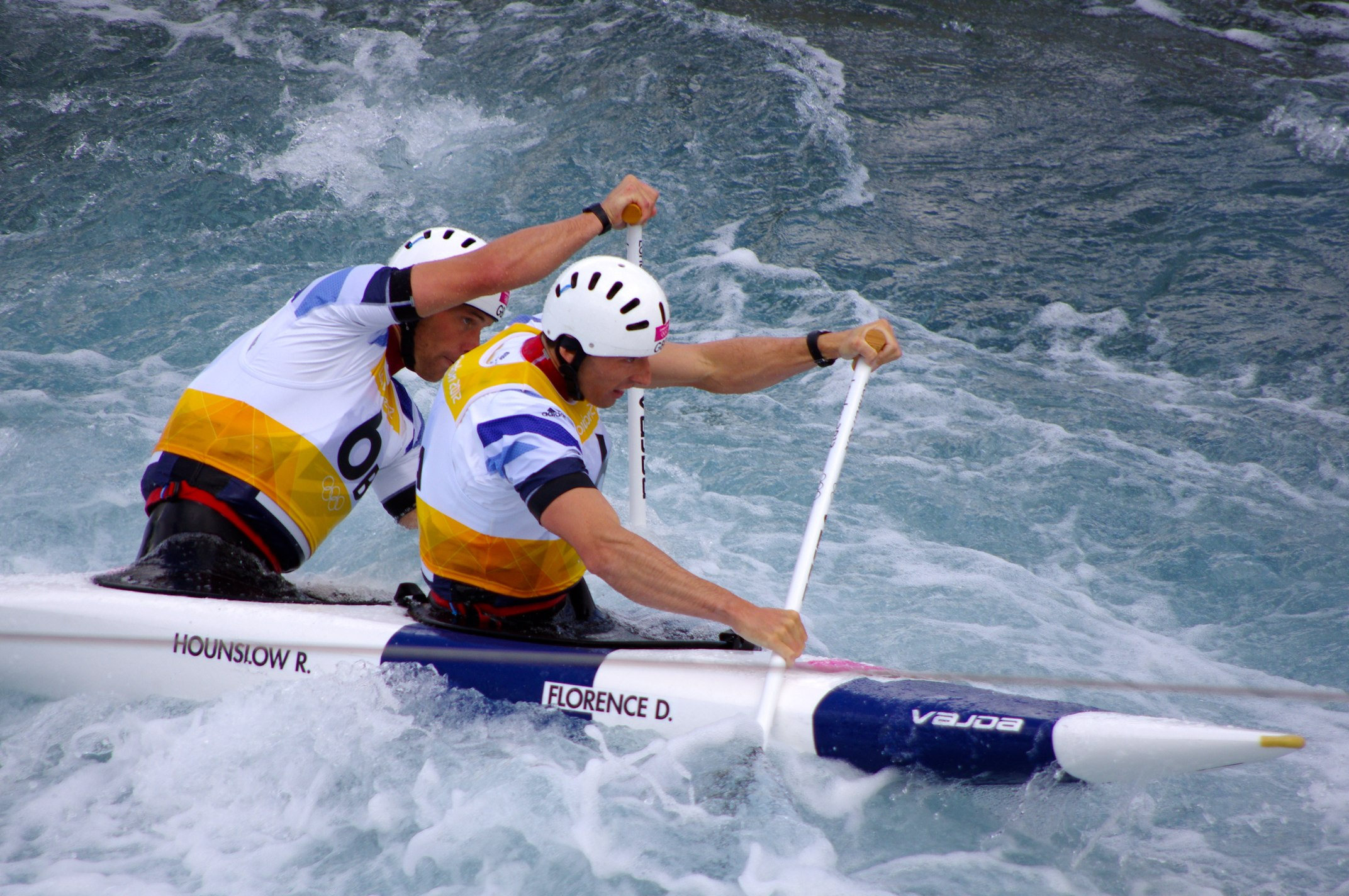
David Florence & Richard Hounslow
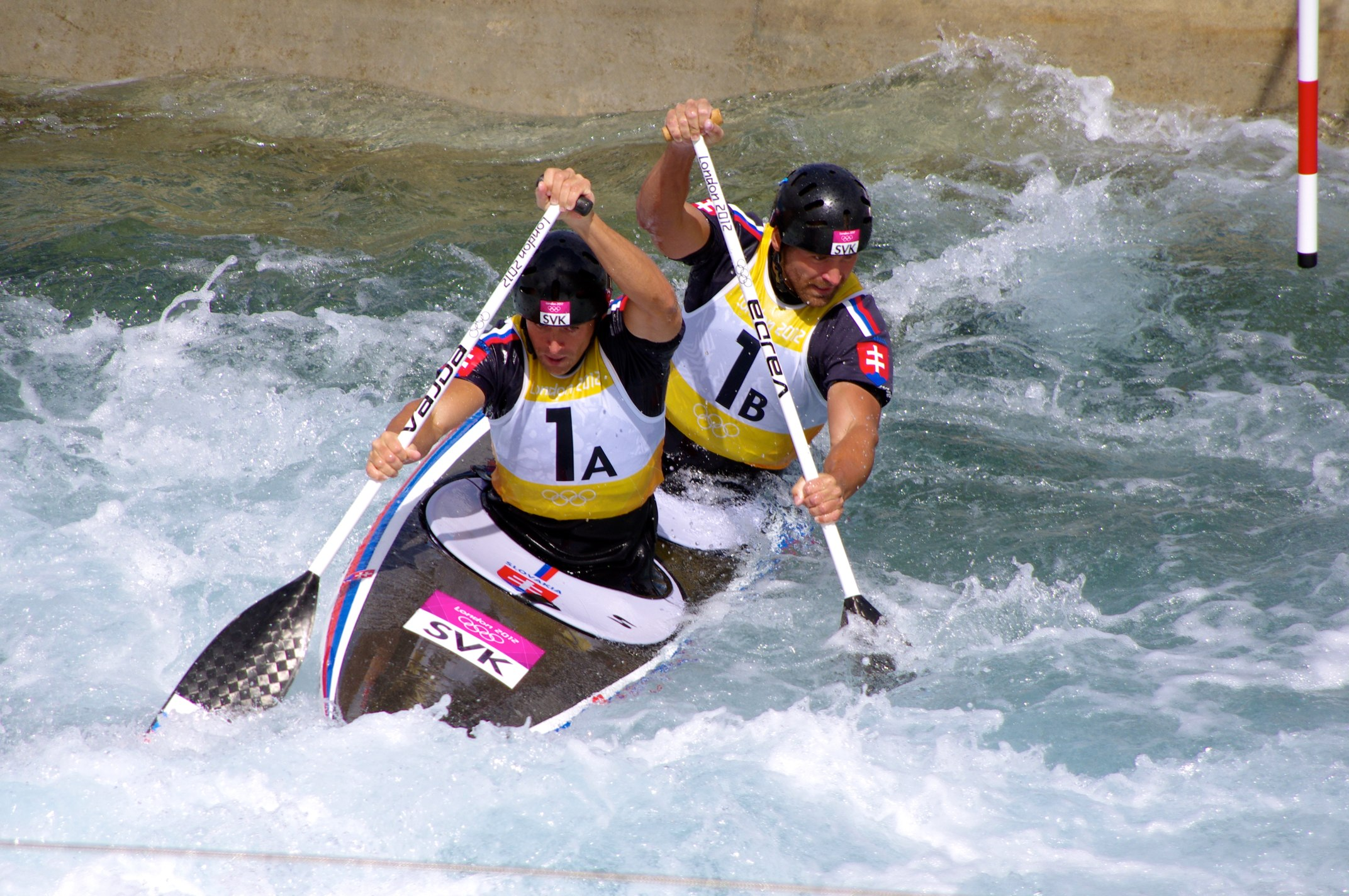
Pavol Hochschorner & Peter Hochschorner
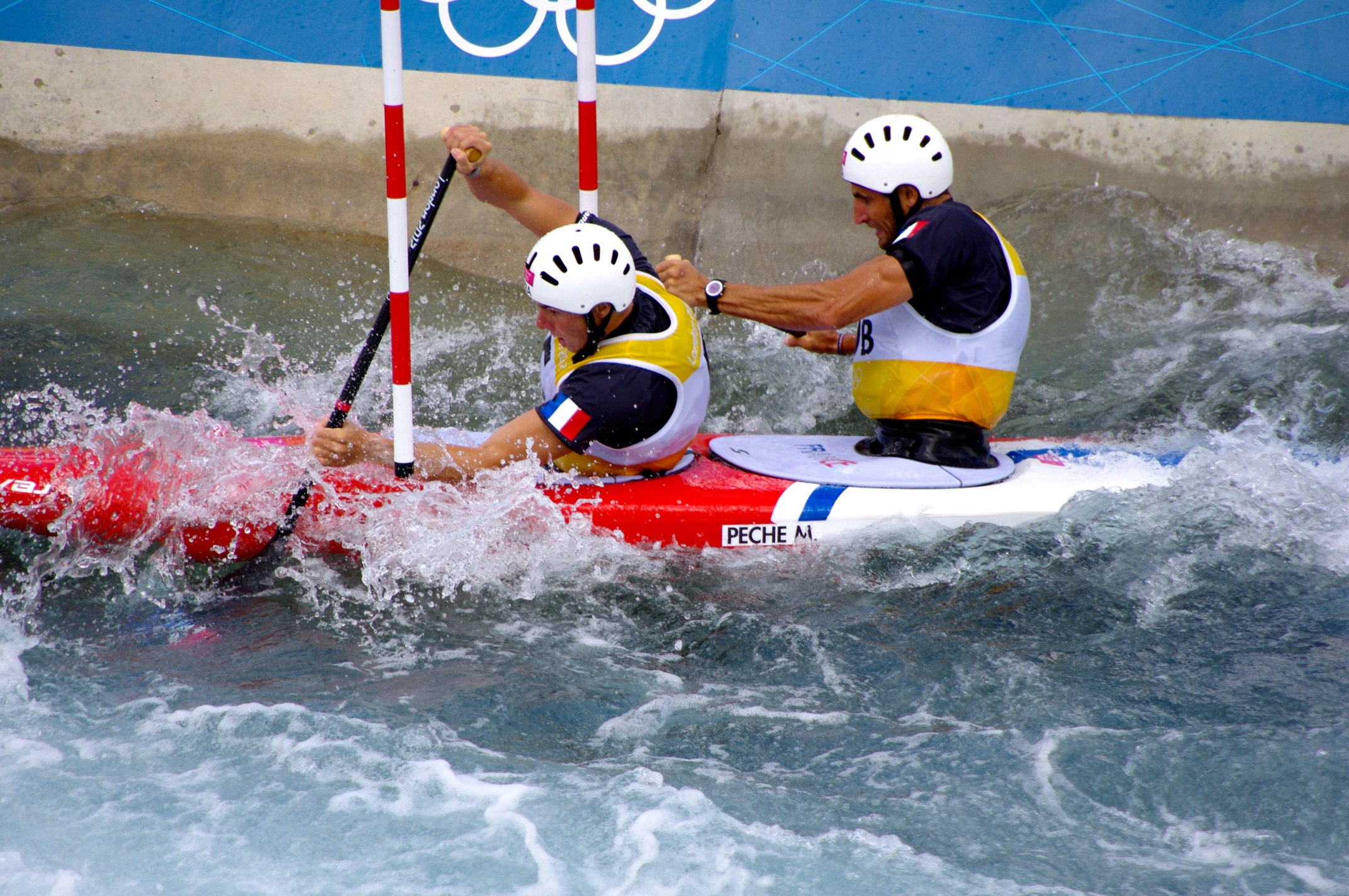
Gauthier Klauss & Matthieu Peche
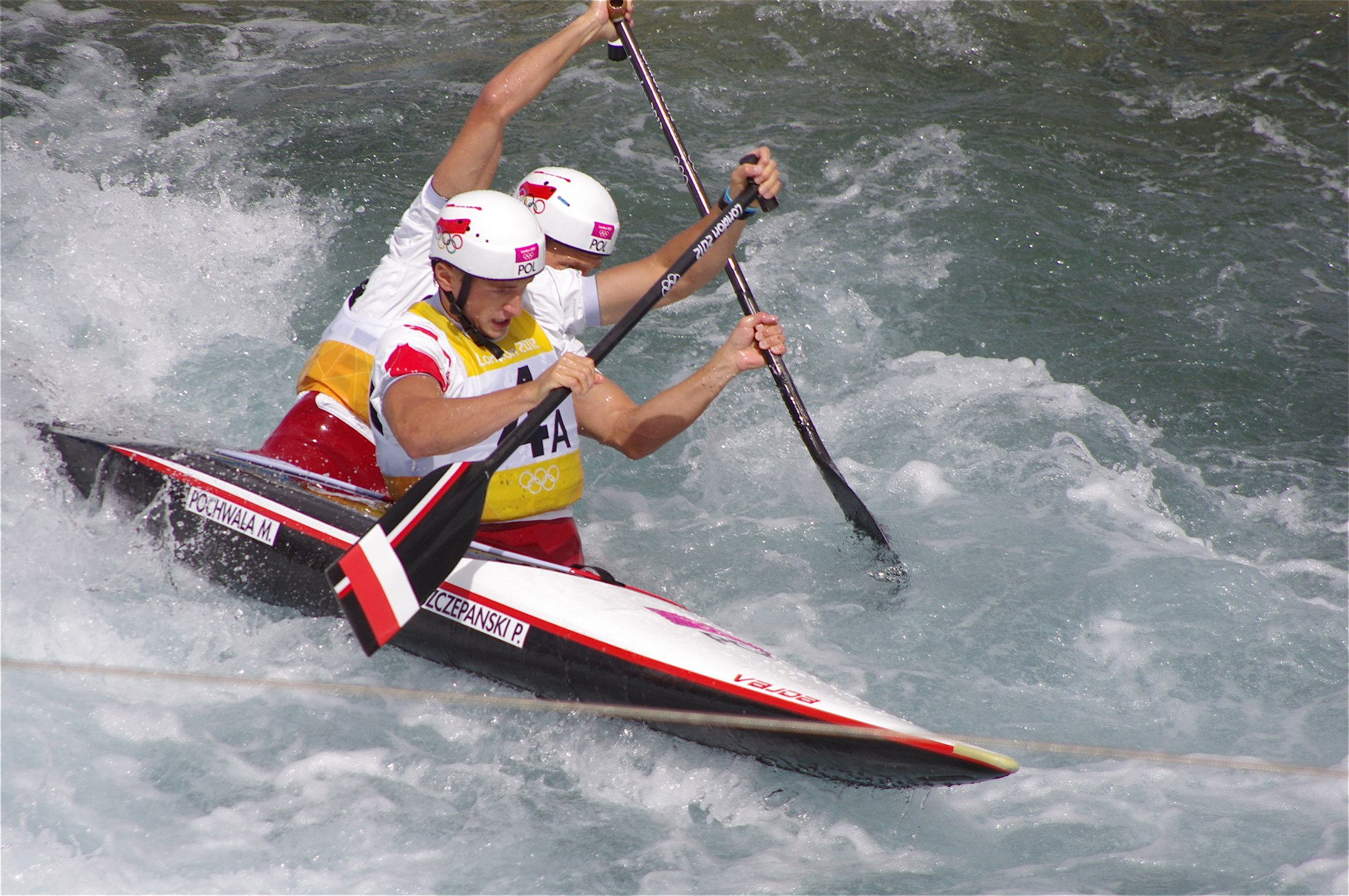
Piotr Szczepański & Marcin Pochwała
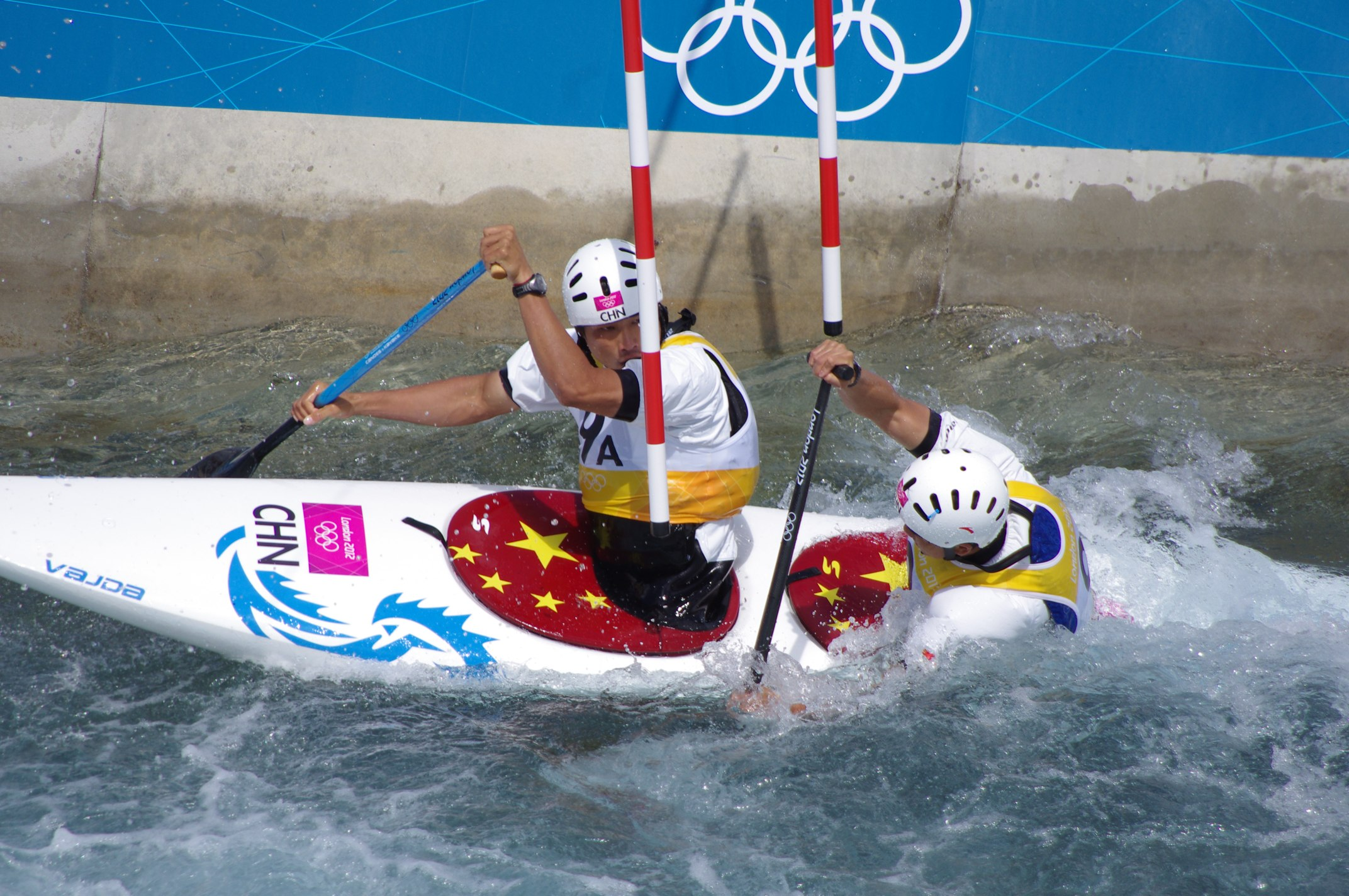
Hu Minghai & Shu Junrong
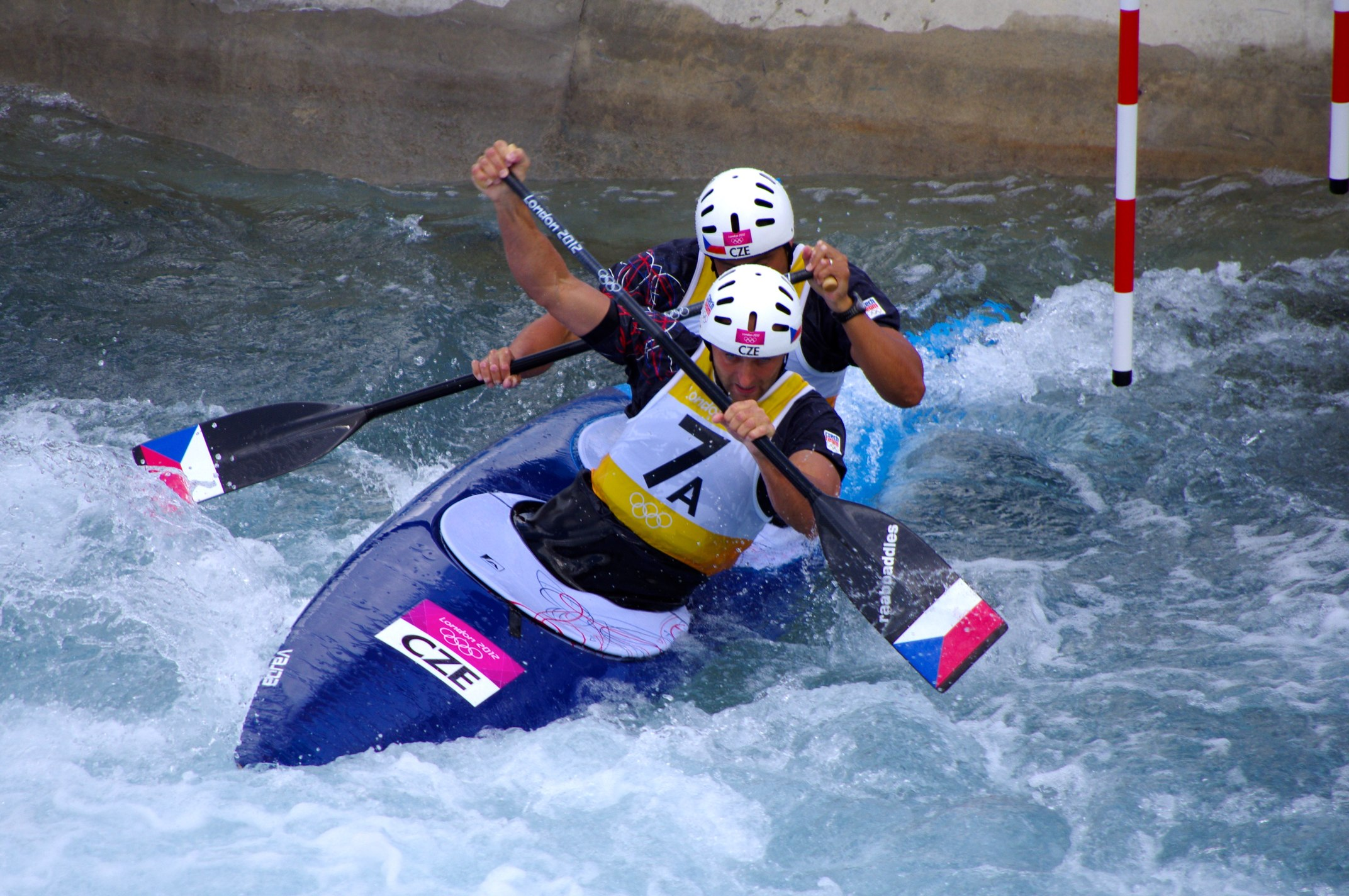
Jaroslav Volf & Ondřej Štěpánek
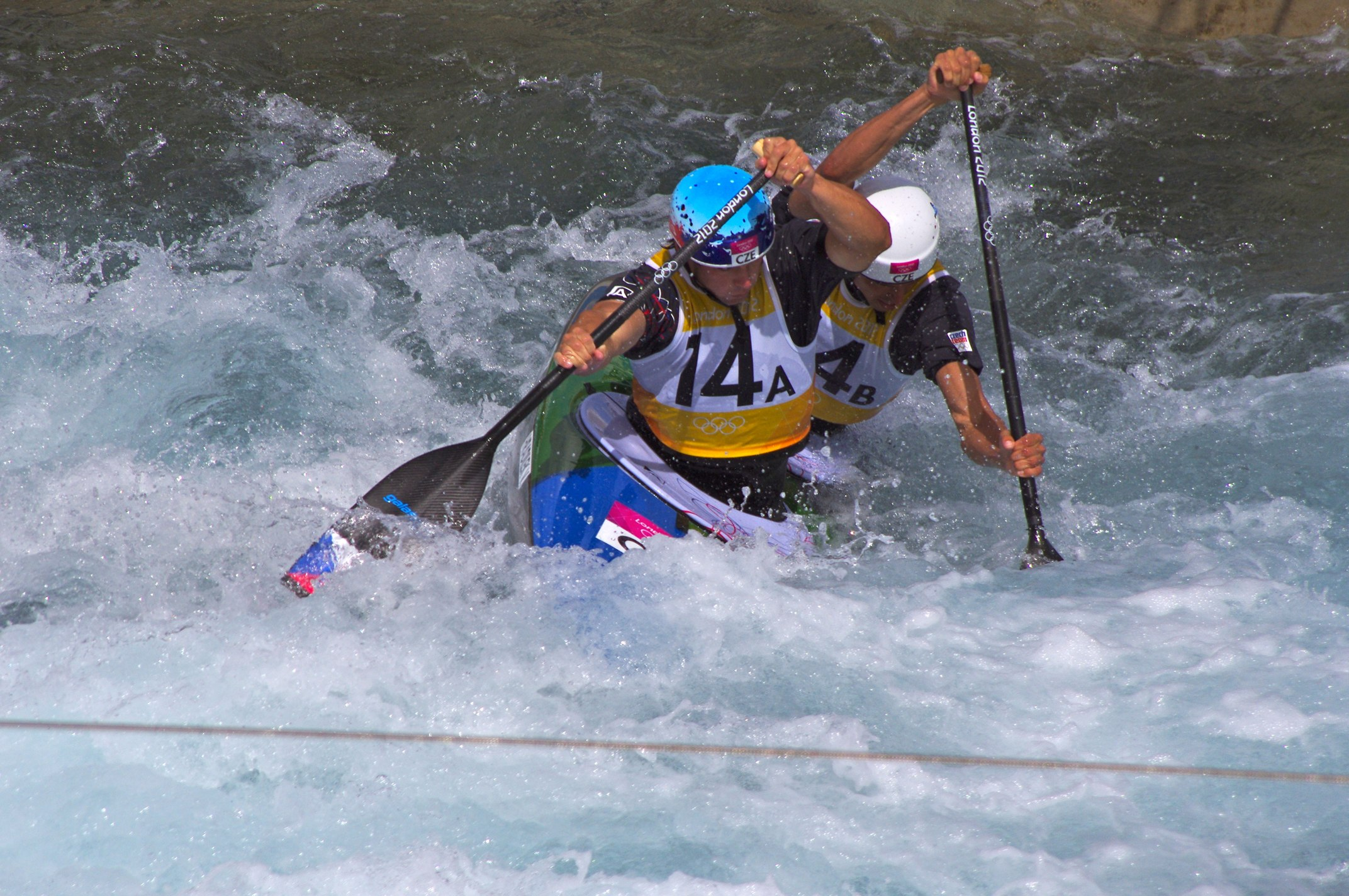
Vavřinec Hradilek & Stanislav Ježek
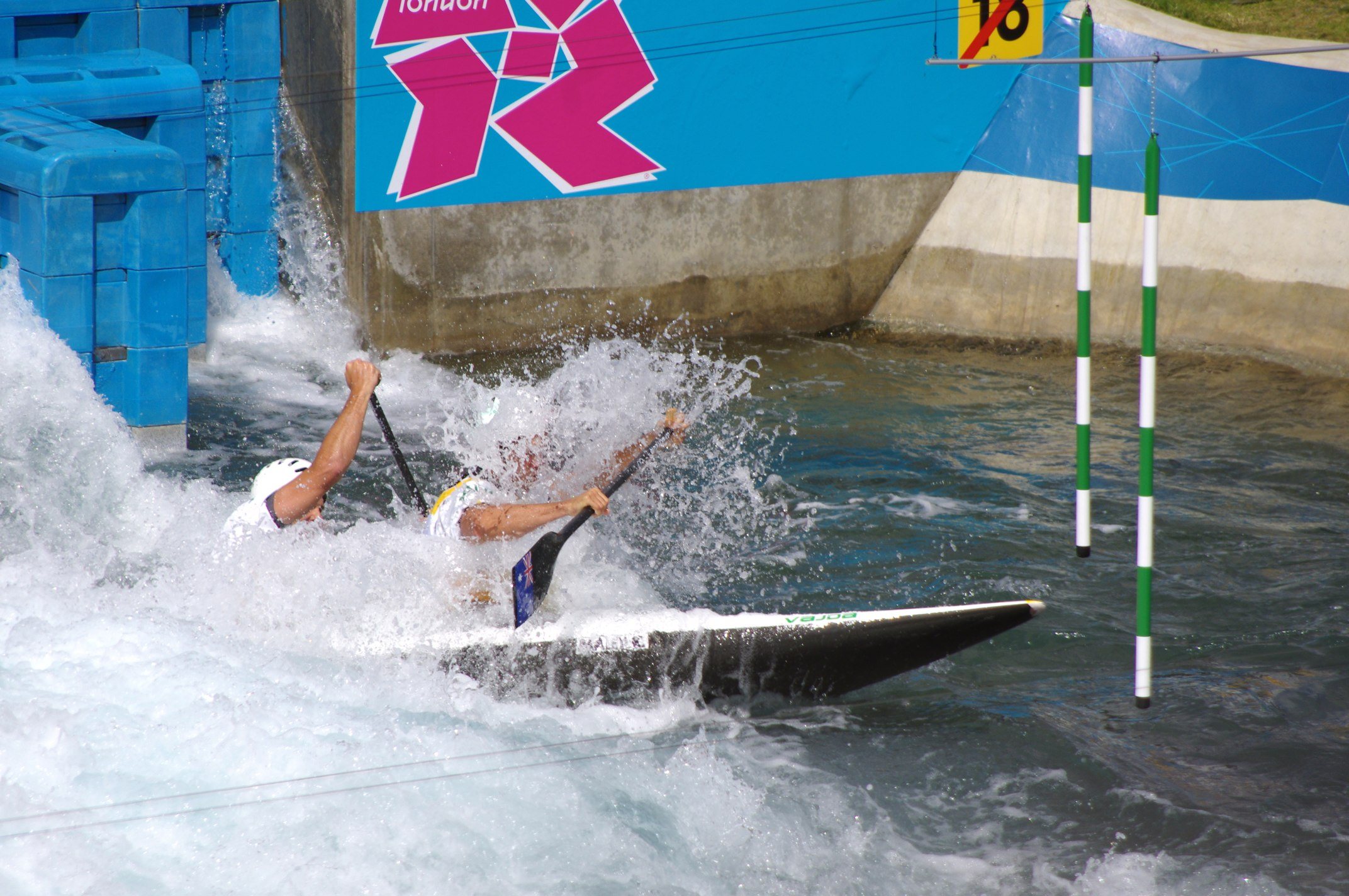
Kynan Maley & Robin Jeffery